# Allen Timpany

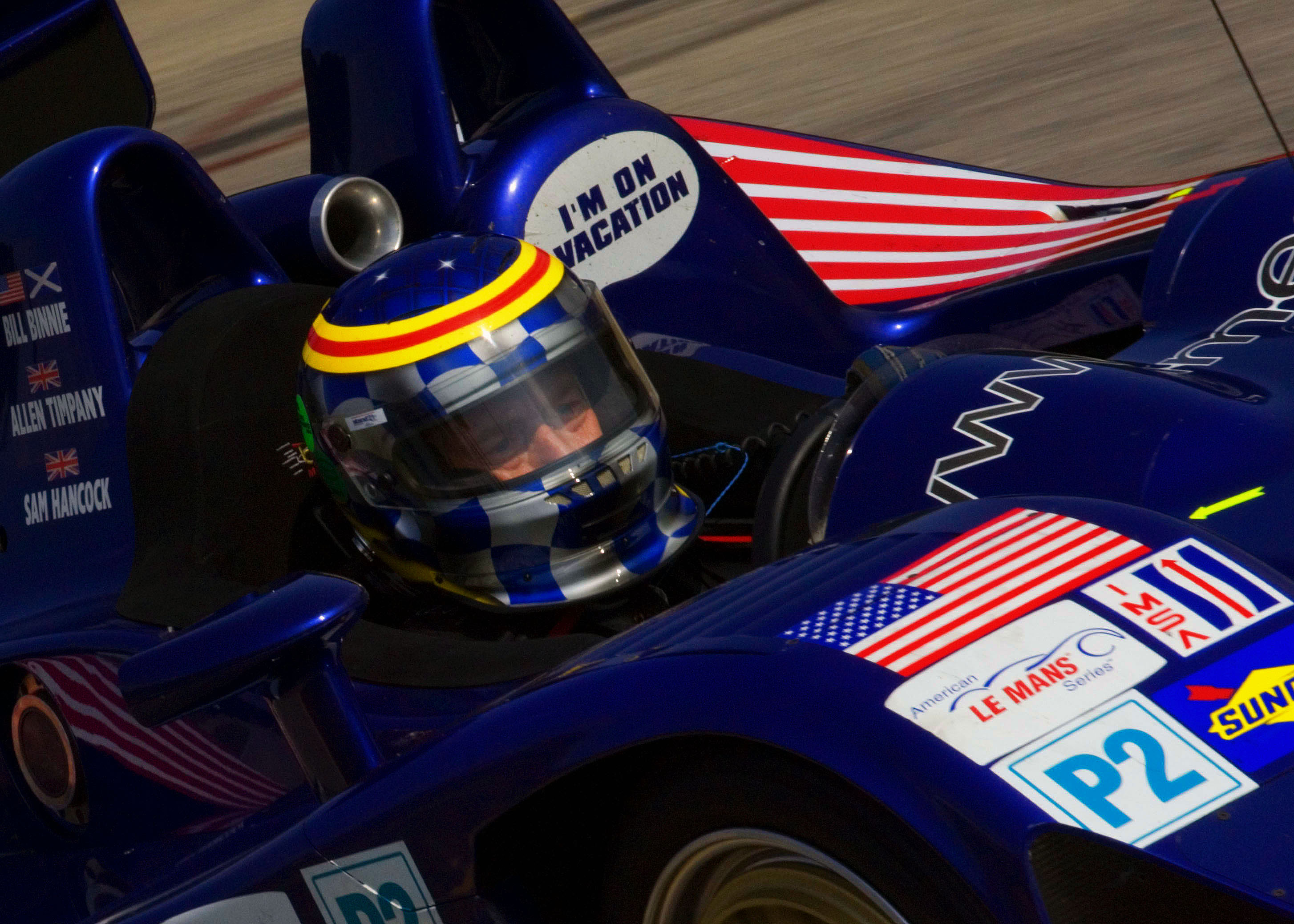
Allen Timpany beim Petit Le Mans 2005

Edward Allen Timpany (* 30. Mai 1956 in Brighton) ist ein ehemaliger britischer Autorennfahrer und Unternehmer.

## Karriere
Allen Timpany begann seine Motorsportkarriere bereits 1980 auf einem Van Diemen in der britischen Formel-Ford-Meisterschaft. Als die ersten Erfolge ausblieben, verließ er die Rennszene wieder, absolvierte sein Studium an der University of Bath und machte Karriere in der englischen Telekommunikations-Industrie. Bis 2008 war er Vorstand bei Vanco PLC. Bei der Firmenübernahme durch Reliance Communications verlor Timpany diesen Posten.
2003, im Alter von 47 Jahren, fand er den Weg zurück zum Motorsport und erzielte einige Erfolge im Sportwagen. 2005 gewann er die englische Global-GT-Lights-Serie mit Siegen in Snetterton, Anglesey, Mondello Park und Oulton Park. Für Binnie Motorsport, die ab 2005 einen Lola B05/40 einsetzten, fuhr er mehrere Rennen der Le Mans Endurance Series und der American Le Mans Series und erzielte von 2005 bis 2007 einige Podiumsplatzierung in der LMP2-Kategorie. Darunter ein dritter Platz beim 12-Stunden-Rennen von Sebring und ein zweiter Platz beim 1000-km-Rennen auf dem Nürburgring. 2006 debütierte er auch beim 24-Stunden-Rennen von Le Mans und klassifizierte sich als Dreizehnter der Gesamtwertung und als Zweiter der LMP2. 2007, bei seinem zweiten Antreten in Le Mans, gewann er gemeinsam mit Teamchef William Binnie und Chris Buncombe die Klasse der LMP2 auf einem Lola-B05/42-Zytek. Darüber hinaus startete Timpany ab 2006 auch bei einigen Läufen der Classic Endurance Racing, einer historischen Begleitserie der Le Mans Series. 2008 pausierte das Team um William Binnie, aufgrund eines Krankheitsfalls in seinem persönlichen Umfeld.

## Statistik

### Le-Mans-Ergebnisse
| Jahr | Team               | Fahrzeug    | Teamkollege    | Teamkollege    | Platzierung             | Ausfallgrund |
| ---- | ------------------ | ----------- | -------------- | -------------- | ----------------------- | ------------ |
| 2006 | Binnie Motorsports | Lola B05/40 | Yōjirō Terada  | William Binnie | Rang 13                 |              |
| 2007 | Binnie Motorsports | Lola B05/40 | Chris Buncombe | William Binnie | Rang 18 und Klassensieg |              |

### Sebring-Ergebnisse
| Jahr | Team               | Fahrzeug    | Teamkollege     | Teamkollege    | Platzierung | Ausfallgrund |
| ---- | ------------------ | ----------- | --------------- | -------------- | ----------- | ------------ |
| 2006 | Binnie Motorsports | Lola B05/40 | Rick Sutherland | William Binnie | Rang 11     |              |